# کلاوس یوهانیس
کلاوس ورنر یوهانیس ((به انگلیسی: Klaus Werner Iohannis)؛ زادهٔ ۱۳ ژوئن ۱۹۵۹) سیاستمدار و رئیس‌جمهور اسبق رومانی است.
در سال ۲۰۲۳، اکونومیست رومانی را از نظر دموکراسی در آخرین رتبه اتحادیه اروپا (EU) حتی پس از موقعیت اقتصادی ویکتور اوربان نخست‌وزیر مجارستان قرار داد. دوره او به دلیل ابطال انتخابات ریاست‌جمهوری رومانی (۲۰۲۴) تمدید شد، اما او در فوریه ۲۰۲۵ استعفا داد.

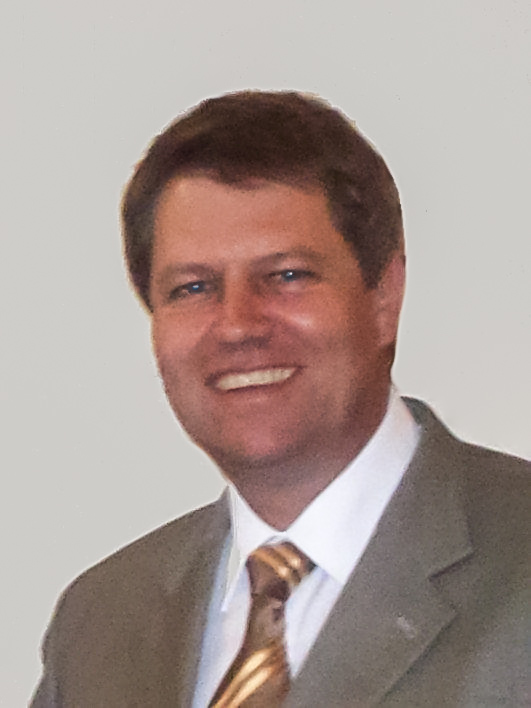
کلاوس یوهانیس در هنگام شهرداری سیبیو در مه ۲۰۰۵